# Alexis Jordan (album)
Alexis Jordan è l'album di debutto della cantante statunitense Alexis Jordan, pubblicato il 25 febbraio 2011 dalle etichette discografiche StarRoc, Roc Nation e Columbia Records in Irlanda, il 28 febbraio nel Regno Unito e il 4 marzo in Australia. Da esso sono stati estratti due singoli: Happiness e Good Girl, entrambi entrati nella top ten nella classifica britannica. Il terzo singolo estratto è Hush Hush.

## Tracce
1. Happiness (Mikkel S. Eriksen, Tor Erik Hermansen, Joel Zimmerman, Autumn Rowe) - 4:03
2. Good Girl (Mikkel S. Eriksen, Tor Erik Hermansen, Sandy Wilhelm, Espen Lind, Amund Björklund, Autumn Rowe) - 3:56
3. How You Like Me Now (Mikkel S. Eriksen, Tor Erik Hermansen, August Rigo) - 3:13
4. Say That (Mikkel S. Eriksen, Tor Erik Hermansen, Espen Lind, Amund Björklund, Johntá Austin) - 3:23
5. Love Mist (Mikkel S. Eriksen, Tor Erik Hermansen, Ricky Blaze) - 3:19
6. Habit (Mikkel S. Eriksen, Tor Erik Hermansen, Crystal Johnson) - 3:35
7. Hush Hush (Mikkel S. Eriksen, Tor Erik Hermansen, Sandy Wilhelm, Autumn Rowe) - 3:42
8. High Road (Nik Roos, Martijn van Sonderen, Thijs de Vlieger, LaShawn Daniels) - 3:07
9. Shout Shout (Mikkel S. Eriksen, Tor Erik Hermansen, Roland Orzabal, Ian Stanley, August Rigo) - 4:08
10. Laying Around (Mikkel S. Eriksen, Tor Erik Hermansen, Shaffer Smith) - 4:01
11. The Air That I Breathe (Espen Lind, Amund Björklund, Claude Kelly) - 4:06

## Classifiche
| Classifica (2011) | Posizione massima |
| ----------------- | ----------------- |
| Australia         | 11                |
| Belgio (Fiandre)  | 87                |
| Irlanda           | 28                |
| Paesi Bassi       | 21                |
| Regno Unito       | 9                 |
| Svizzera          | 96                |